# 蒂洛斯
蒂洛斯（希臘語：Τήλος）是希腊南愛琴大區罗得专区的市镇，行政中心为大霍里奥村。市镇面积为64.525平方公里，2021年人口数量为746人。
此市镇包括整个蒂洛斯島及周边几个小岛，这些岛屿是佐澤卡尼索斯群島中的一部分。